# Lalonquette
Lalonquette é uma comuna francesa na região administrativa da Nova Aquitânia, no departamento dos Pirenéus Atlânticos. Estende-se por uma área de 5,38 km². Em 2010 a comuna tinha 274 habitantes (densidade: 50,9 hab./km²).